# انسی (ویکتوریا)
انسی (به انگلیسی: Ensay) یک شهرک در استرالیا است که در ویکتوریا (استرالیا) واقع شده‌است.